# Casale Corte Cerro
Pour les articles homonymes, voir Casale.
Casale Corte Cerro est une commune italienne de la province du Verbano-Cusio-Ossola dans la région Piémont en Italie.

## Administration
| Période                                  | Période | Identité | Étiquette | Qualité |
| ---------------------------------------- | ------- | -------- | --------- | ------- |
|                                          |         |          |           |         |
| Les données manquantes sont à compléter. |         |          |           |         |

### Hameaux
Arzo, Cafferonio, Cassinone, Cereda, Crebbia, Crottofantone, Gabbio, Montebuglio, Motto, Pramore, Ramate, Ricciano, Sant'Anna, Tanchello

### Communes limitrophes
Germagno, Gravellona Toce, Loreglia, Omegna, Ornavasso